# Podrinje
Podrinje (szerbül: Подриње) falu Horvátországban, Vukovár-Szerém megyében. Közigazgatásilag Márkusfalvához tartozik.

## Fekvése
Vukovártól légvonalban 24, közúton 30 km-re nyugatra, községközpontjától 2 km-re északnyugatra, a Nyugat-Szerémségben, a Vuka jobb partja közelében, Márkusfalva és Ada között fekszik.

## Története
A 20. század elején keletkezett Ivaninci néven Márkusfalva északkeleti határrészén. 1910-ben 47 lakosa volt. Szerém vármegye Vukovári járásához tartozott. Az 1910-es népszámlálás adatai szerint lakosságának 53%-a magyar, 36%-a szerb, 9%-a német, 2%-a horvát anyanyelvű volt. A település az első világháború után az új szerb-horvát-szlovén állam, majd később (1929-ben) Jugoszlávia része lett. Az első világháború után, az 1920-as években egykori szerb frontharcosok telepedtek le a faluban és nevét Drina-melléki (szerbül és horvátul Podrinje) szülőföldjükről Podrinjére változtatták. 1991-ben lakosságának 94%-a szerb, 3%-a horvát nemzetiségű volt. 1991-től a független Horvátország része. A településnek 2011-ben 194 lakosa volt.

## Népessége
| Lakosság változása | Lakosság változása | Lakosság változása | Lakosság változása | Lakosság változása | Lakosság változása | Lakosság változása | Lakosság változása | Lakosság változása | Lakosság változása | Lakosság változása | Lakosság változása | Lakosság változása | Lakosság változása | Lakosság változása | Lakosság változása |
| ------------------ | ------------------ | ------------------ | ------------------ | ------------------ | ------------------ | ------------------ | ------------------ | ------------------ | ------------------ | ------------------ | ------------------ | ------------------ | ------------------ | ------------------ | ------------------ |
| 1857               | 1869               | 1880               | 1890               | 1900               | 1910               | 1921               | 1931               | 1948               | 1953               | 1961               | 1971               | 1981               | 1991               | 2001               | 2011               |
| 0                  | 0                  | 0                  | 0                  | 0                  | 47                 | 48                 | 192                | 244                | 314                | 319                | 287                | 277                | 300                | 281                | 224                |

(1910-től településrészként, 1931-tól önálló településként.)

## Gazdaság
A településen hagyományosan a mezőgazdaság és az állattartás képezi a megélhetés alapját.

## Sport
Az NK Drina Podrinje 2000-ig működött.